# Wilf Copping
Wilfred "Wilf" Copping, född 17 augusti 1907 i Middlecliffe, Barnsley, död i juni 1980 i Southend-on-Sea, var en engelsk professionell fotbollsspelare.
Copping representerade Leeds United åren 1929–1934 och 1939–1942, och Arsenal åren 1934–1939. I Leeds utgjorde han en beryktad halvbackstrio tillsammans med Willis Edwards och Ernie Hart. Han debuterade i engelska landslaget den 13 maj 1933 i en match mot Italien, och gjorde sammanlagt tjugo landskamper för England. Han var känd för sina hårda tacklingar och fick smeknamnet "Järnmannen" (Ironman).
Copping slutade som spelare 1942, och blev efter andra världskriget tränare, bland annat för Southend United, Bristol City och Coventry City.